# Ephesia obliterata
Ephesia obliterata är en fjärilsart som beskrevs av Mengel 1857. Ephesia obliterata ingår i släktet Ephesia och familjen nattflyn. Inga underarter finns listade i Catalogue of Life.